# المسار 6 (قطار الرياض)
المسار السادس أو المسار البنفسجي أو الخط البنفسجي أو الخط الأرجواني هو أحد الخطوط الستة لشبكة قطار الرياض «مترو الرياض» بمدينة الرياض وسط السعودية.
يغطي محور طريق عبدالرحمن بن عوف – طريق الشيخ حسن بن حسين بن علي بطول 29.7 كيلومتر.
تم بناؤه وتصميمه من قبل تحالف مكون من شركات تضم مجموعة إف سي سي وآتكينز وألستوم، وسامسونج سي آند تي وستركتون وتيبسا.

## المسار
| الرمز | اسم المحطة         | محطة تحويل |
| ----- | ------------------ | --- |
| 11    | المركز المالي      | المركز المالي (المسار الأزرق) 13، المركز المالي (المسار الأصفر) 11                                                  |
| 12    | الربيع             | الربيع (المسار الأصفر) 12، حافلات النقل السريع للتقاطع مع الربيع الخط 11 وحافلة النقل العام 730 الملك عبد العزيز 11 |
| 13    | طريق عثمان بن عفان | طريق عثمان بن عفان (المسار الأصفر) 13                                                                               |
| 14    | سابك               | سابك (المسار الأصفر) 14                                                                                             |
| 15    | غرناطة             | |
| 16    | اليرموك            | حافلة اليرموك للنقل العام رقم 342                                                                                   |
| 17    | الحمراء            | الحمراء (المسار الأحمر) 22                                                                                          |
| 18    | الأندلس            | |
| 19    | طريق خريص          | حافلة خريص للنقل العام رقم 250                                                                                      |
| 20    | السلام             | |
| 21    | النسيم             | النسيم (المسار البرتقالي) 30                                                                                        |